# Pedro Bloch
Pedro Bloch (Zhitómir, Imperio ruso; 17 de mayo de 1914 - Río de Janeiro, Brasil; 23 de febrero de 2004) fue un escritor brasileño de origen ucraniano.
Fue primo del escritor y periodista Adolpho Bloch.

## Biografía
Nacido en una familia ucraniana de origen judío en Zhitómir, en ese entonces bajo dominio imperial ruso, emigró unos años después junto con su familia al Brasil donde ejerció como médico, músico y dramaturgo. Sus dos obras más conocidas son Dona Xepa y el monólogo Mãos de Eurídice (Las manos de Euridice) de 1950 que fue representado en 45 países y estrenado por Roberto Mayer. En Argentina por Miguel Bebán, en España por Enrique Guitart y en el Reino Unido por Sean Connery.
También fue autor de libros infantiles y su obra Conscience fue presentada en Broadway en 1952.